# Robert Fitzgerald (patinage de vitesse)
Pour les articles homonymes, voir Robert Fitzgerald (homonymie) et Fitzgerald.
Robert Emmett Fitzgerald (né le 3 octobre 1923 à Minneapolis et mort le 22 avril 2005 à Luverne) est un patineur de vitesse américain.

## Carrière
Robert Fitzgerald dispute les Jeux olympiques de 1948 et remporte la médaille d'argent en 500 mètres ; la place est partagée avec le Norvégien Thomas Byberg et l'Américain Kenneth Bartholomew qui réalisent tous les trois 43 s 2 à un dixième de la médaille d'or de Finn Helgesen. Lors de ces mêmes Jeux, il termine 28e du 1 500 mètres. Aux Jeux olympiques de 1952, il se classe 15e du 500 mètres.

## Palmarès

### Jeux olympiques d'hiver
- Jeux olympiques d'hiver de 1948 à Saint-Moritz, Suisse
  -  Médaille d'argent du 500 mètres